# Katholischer Jungmännerverband
Der Katholische Jungmännerverband (KJMV) war eine der großen Jugendorganisationen der katholischen Kirche zur Zeit der Weimarer Republik und einer der letzten Verbände, die im Nationalsozialismus 1938/39 gleichgeschaltet wurden.

## Geschichte
Zum Verband der katholischen Jugend- und Jungmännervereine Deutschlands schlossen sich erstmals 1896 etwa 600 katholische Jugend- und Jungmännervereine zusammen. Dieser Verband blieb noch bis zum Ende des Ersten Weltkrieges sehr nahe an den Idealen der marianischen Kongregationen orientiert. Von 1896 bis 1907 stiegen die Mitgliederzahlen von 40.000 auf 150.000 Jugendliche an.

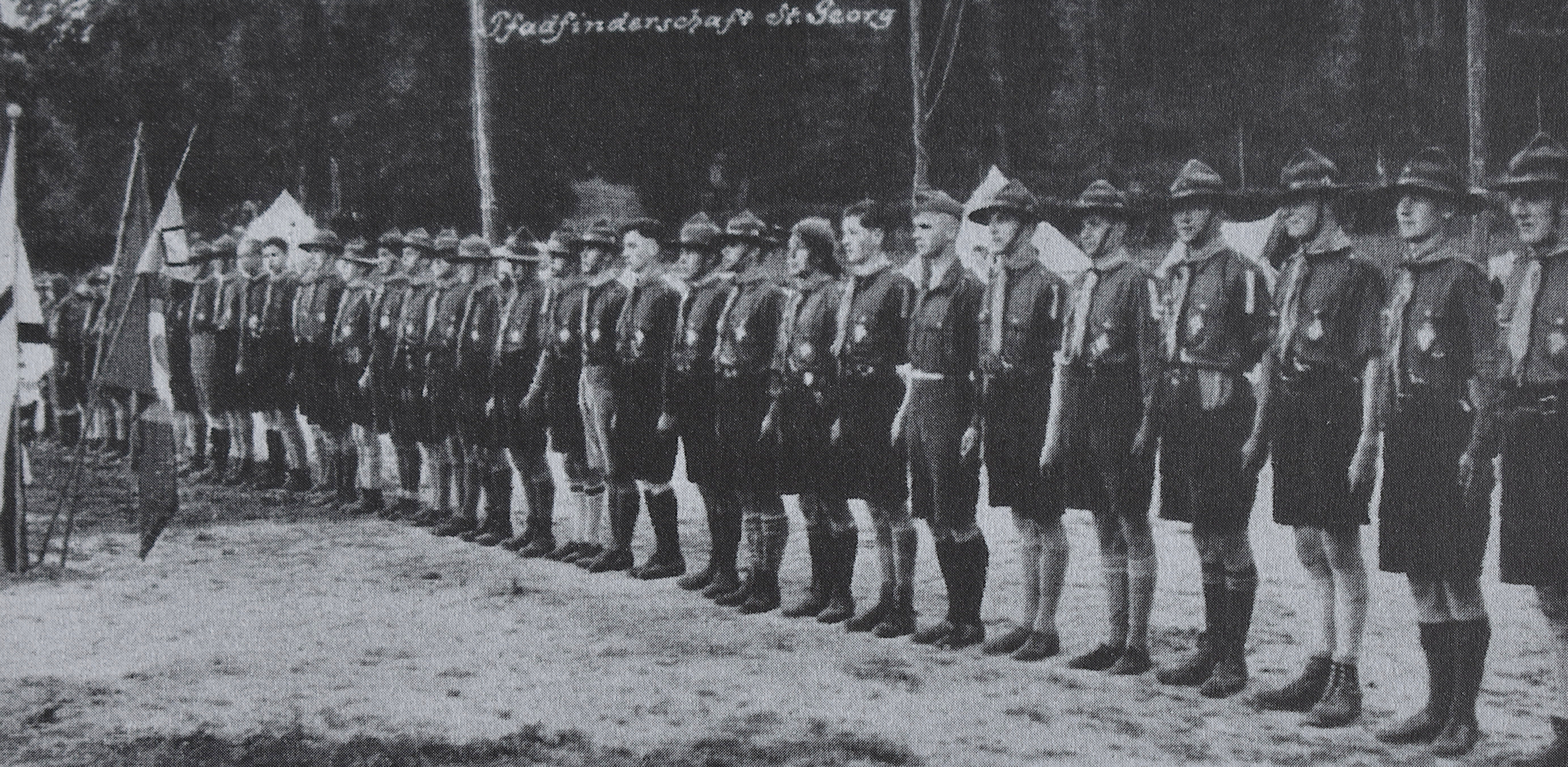
Lagerappell der St.-Georgs-Pfadfinder bei der VI. Reichstagung des Katholischen Jungmännerverbandes in Trier (1931)

Unter der Leitung des ersten Generalsekretärs Carl Mosterts wurde 1907 eine Verbandszentrale in Düsseldorf eröffnet. Unter Mosterts wuchs die Anzahl der Vereine des Verbandes auf 4400 mit 400.000 Mitgliedern (im Jahr 1926). 1924 wurde das Jugendhaus in Düsseldorf eingeweiht. Hier wurde der Dachverband der verschiedenen Vereine und Strömungen für Jugendliche als auch Erwachsene geleitet. Zum Leiter und „Generalpräses“ des Jugendhauses in Düsseldorf wählten die Diözesanpräsides 1926 Ludwig Wolker.
Am 7. Oktober 1929, dem Verbandstag des KJMV, wurden die Wandergruppen selbstständig und bildeten zwei eigenständige Verbände. Einer war die Deutsche Pfadfinderschaft Sankt Georg, die einen kleineren Teil darstellte. Der Großteil der Gruppen schloss sich in der Sturmschar zusammen, welche 1933 23.040 Mitglieder zählte. Die offizielle Umbenennung des Verbandes in „Katholischer Jugendmännerverband Deutschlands“ (KJMVD) erfolgte 1930. Den Höhepunkt der Verbandsgeschichte bildete 1931 die Reichstagung in Trier, bei der 15.000 jugendliche Teilnehmer erschienen.

## Struktur
Der KJMV unterteilte sich in mehrere Unterorganisationen, darunter die Deutsche Jugendkraft, die Deutsche Pfadfinderschaft Sankt Georg und die Sturmschar. Der Verein war offiziell ein politisch-neutraler Verein, tatsächlich stand er aber der Bayerischen Volkspartei und der Zentrumspartei nahe. Der KJMV warnte im Wahlkampf 1933 vor den regierenden Nationalsozialisten.
Im Regelfall waren die Vereine einer Pfarrei zugeordnet. Folgende Altersstufen waren in der Mitgliedschaft erfasst: „Jungmänner“ (über 18 Jahre), „Jungenschaft“ (14–18 Jahre) und „Jungschar“ (13–14 Jahre). Geleitet wurde der Verein in einer Pfarrei durch einen Priester, den „Präses“, und einen „Jungmann“ als „Präfekt“. Dabei mussten die Präsides vom bischöflichen Ordinariat der jeweiligen Diözese bestätigt werden.

## Widerstand gegen den Nationalsozialismus
Der KJMV nahm öfters Stellung gegenüber der nationalsozialistischen Bewegung. Anfangs wurde eine Doppelmitgliedschaft in der KJMV und den Organisationen der NSDAP (SA, SS usw.) jedoch nicht grundsätzlich ausgeschlossen und man stand, wie der Großteil des katholischen Milieus, dem NS positiv gegenüber.
Aufgrund des immensen Propagandaaufwands der bereits regierenden Nationalsozialisten warnten die Verbände in folgendem Wahlaufruf davor:

„Was sich seit Mitte März vorigen Jahres ereignet hat, ist ein nationales Verderben (...) Wir erfahren es: Bolschewismus kann auch werden unter nationalen Vorzeichen. (...) Deutschland darf nicht den Extremen ausgeliefert werden; weder rechts noch links.“

Dieser Wahlaufruf hatte mehrere Folgen:
- er diente für Nationalsozialisten als Beweis der regierungsfeindliche Einstellung des KJMV
- die Zeitungen, die diesen Wahlaufruf veröffentlichten, wurden daraufhin verboten:[5]

Wolkers Zeitschriften Die Wacht und „Am Scheideweg“ wurden mit der Auflösung der Diözesanverbände des KJMV 1937 verboten. Bereits am 25. Januar 1938 wurde der KJMV in Bayern aufgelöst, auf Reichsebene dann am 6. Februar 1939.

## Auflösung
„140 Gestapo-Beamte besetzten das Jugendhaus. […] Es wurde uns bekundet, daß wir fristlos entlassen seien. Generalpräses wollte noch ein Abschiedswort an seine Mitarbeiter richten, es wurde ihm verwehrt.“

Generalpräses Ludwig Wolker sowie 57 Mitarbeiter des Jugendhauses in Düsseldorf wurden am 6. Februar 1936 verhaftet. Die Freilassung Wolkers erfolgte am 12. Mai 1936, das Jugendhaus in Düsseldorf war darauf wieder ganz geöffnet.
Am 6. Februar 1939 erfolgte die Auflösung des KJMV einschließlich aller Unter- und Nebengliederungen durch das Reichssicherheitshauptamt. Das gesamte Vermögen wurde beschlagnahmt. Die Schließung des Jugendhauses Düsseldorf und somit die Entlassung aller Mitarbeiter war die Folge.
Nach dem offiziellen Verbot des KJMV gingen die vertrautesten Mitglieder zur Pfarrjugend über und konnten dort als „Kernschar“ den Zusammenhalt aufrechterhalten.

## Zeitschriften
Der KJMV gab insgesamt acht verschiedene Zeitschriften heraus: „Am Scheideweg“, „Jung-Wacht“, „Wacht“, „Stimmen der Jugend“, „Jugendführung“, „Korrespondenzblatt für Präsides“ und „Jugendverein“. Die bekannteste dieser Zeitschriften war Die Wacht, welche ab dem Jahr 1905 monatlich erschien und standardmäßig 24 Seiten umfasste. Im November 1938 verbot das NS-Regime den weiteren Druck der Zeitschriften.